# Ciprì e Maresco

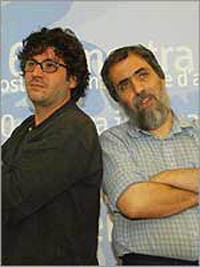
Daniele Ciprì (a sinistra) e Franco Maresco (a destra) nel 1998

Ciprì e Maresco è stato un duo formato dai registi, sceneggiatori, montatori e direttori della fotografia italiani Daniele Ciprì (Palermo, 17 agosto 1962) e Franco Maresco (Palermo, 5 maggio 1958).
Inizialmente scoperti dalle reti Fininvest, successivamente inseriti da Enrico Ghezzi all'interno del programma televisivo Blob, in onda su Rai 3, si presentano come una variante delle teorie del trash del momento, comparendo con i loro sketch grotteschi e crudi. Ma il loro lavoro, sotto una visione di insieme, dimostra di acquistare un'autonomia, una continuità, una forte familiarizzazione con i caratteristici personaggi.

## Storia

### Gli inizi
Ciprì e Maresco iniziano a lavorare insieme nel 1986, producendo una serie di lavori sperimentali per una rete televisiva palermitana, la TVM. Dopo aver lavorato per la Fininvest col programma Isole Comprese, iniziano a collaborare a Blob e Fuori orario. Cose (mai) viste su Rai 3 (1990). Lo stesso anno e anche l'anno dopo vincono al Festival di Bellaria, prima in una piccola sezione, poi portando a casa un Gabbiano D’Oro. Intanto la collaborazione con Rai Tre continua. Dopo aver partecipato ad Avanzi, iniziano a produrre una serie estrema e provocatoria, che sconvolgerà tutto l'ambiente televisivo italiano: Cinico TV. Questo tipo di televisione è quanto di più cinematografico si possa all'epoca vedere sulle reti italiane.
La cinquantina di puntate prodotte sono composte da quadretti in bianco e nero girati in video che hanno per protagonisti dei veri e propri freaks. In Cinico TV vediamo uomini obesi e seminudi, vecchi siciliani che non riescono neanche a parlare, ragazzi afflitti da malattie mentali, smorfie e atteggiamenti che apparentemente non dicono niente di umano e logico, situazioni assurde e deliranti ripetute ossessivamente. Spiccano in questa serie gli attori, tutti non professionisti, che vi prendono parte, oltre al clima che la pervade, che resta in bilico tra il comico-demenziale e l'orrore puro che si prova assistendo ad uno spettacolo osceno, terribile, grottesco.
Più probabilmente la vena cinica, intrisa di malinconica comicità, dei due registi prende spunto dall'osservazione desolata della realtà siciliana, trasposta in una caricatura grottesca, una durissima realtà di emarginazione, di inconsapevole sofferenza, di incapacità di reagire propria di chi accetta passivamente ogni condizione, anche la più umiliante, come se fosse un ineluttabile destino.
Questa serie è stata premiata col Premio Aristofane a Saint-Vincent. Dopo vari cortometraggi che valgono la collaborazione di diversi grandi del cinema (Martin Scorsese, Samuel Fuller, Amos Gitai), dopo altri premi e retrospettive dedicategli (a Taormina e a Prato), Ciprì e Maresco dirigono il loro primo lungometraggio: Lo zio di Brooklyn del 1995.

### Totò che visse due volte e la censura
Nel 1998 girano Totò che visse due volte, aprendo un vero e proprio caso sulla censura in Italia. La Commissione di revisione cinematografica tentò di impedirne addirittura l'uscita nelle sale. Non riuscendoci invocò la denuncia per vilipendio alla religione e per tentata truffa, ma i registi e la produzione, dopo il processo, ne uscirono indenni, assolti dal tribunale di Roma. I due autori palermitani considerano "una vittoria" il divieto ai minori di 18 anni per il loro Totò che visse due volte, perché hanno saputo resistere alle richieste della commissione.
«Ci avevano chiesto» hanno spiegato «di 'alleggerire' un paio di scene, soprattutto quella in cui appare la Madonna con le natiche nude. Ma noi, insieme all'avvocato Calvi e al produttore, abbiamo detto un secco no. Ci sembrava assurdo che un adulto, che so, Norberto Bobbio o il presidente Scalfaro, non potessero vedere interamente la nostra opera. Noi non siamo degli autori cinematografici come gli altri, siamo davvero al di fuori dell'industria. Noi [...] facciamo quello che vogliamo e poi ne discutiamo. Del resto non abbiamo mai avuto problemi né quando lavoravamo con la Rai né quando abbiamo fatto questo film. Non abbiamo mai discusso con i produttori, che stanno bene attenti a eventuali problemi di censura per assicurarsi i passaggi televisivi (anzi spesso sono gli stessi produttori i padroni delle tv). Queste sono tutte altre forme di censura, delle quali non ci siamo mai preoccupati. Adesso vogliamo solo che il pubblico veda il film e lo giudichi».
In seguito, il Consiglio dei Ministri ha approvato un disegno di legge che, secondo la proposta di Walter Veltroni, prevede al massimo il divieto ai minori di 18 anni. Il disegno di legge, composto di due articoli e intitolato "Modifiche alla legge 21 aprile 1962, nº 161, in tema di revisione cinematografica", ha lo scopo di evitare la possibilità che un organo amministrativo, quale la commissione per la censura cinematografica costituita presso il dipartimento dello spettacolo, impedisca totalmente, con un suo giudizio preventivo, la proiezione in pubblico di un film.
La massima prescrizione consentita quindi alla commissione sarebbe quella del divieto ai minori di 18 anni, una misura che già impedisce che il film possa essere trasmesso alla televisione. La tutela del buoncostume, prevista dall'ultimo comma dell'articolo 21 della Costituzione, resta affidata, sul piano amministrativo, ai divieti imposti ai minori di assistere agli spettacoli; sul piano penale, ai reati previsti dagli articoli 528 e 668 del codice penale. Il disegno di legge approvato dal Governo ha preceduto di qualche ora la riunione della commissione di revisione cinematografica che si è svolta al dipartimento dello spettacolo, e ha indotto la commissione a consentire l'uscita del film, nonostante tale disegno non sia mai poi effettivamente entrato in vigore in quanto non approvato dal Parlamento.

### Il jazz
Entrambi i registi sono musicofili appassionati e considerano il jazz uno dei pilastri fondamentali del loro lavoro. Nel 1999 hanno diretto un lungometraggio incentrato sulla figura del sassofonista jazz Steve Lacy che interpreta Duke Ellington. Il titolo del film è appunto Steve plays Duke.

### Il tributo a Franco e Ciccio
Il 2003 vede la luce Il ritorno di Cagliostro, presentato alla 60ª Mostra del Cinema di Venezia e successivamente, nel 2004 Come inguaiammo il cinema italiano - La vera storia di Franco e Ciccio, omaggio a Franco Franchi e Ciccio Ingrassia, anch'esso presentato a Venezia. Gli autori mescolano materiale di repertorio ritrovato negli archivi Rai, grazie al prezioso aiuto di Tatti Sanguineti, sketch dei due comici, siparietti del tipo Cinico TV e interviste a personalità del mondo del cinema e dello spettacolo (tra i quali, Pippo Baudo, Bernardo Bertolucci, Lando Buzzanca, Lino Banfi).
La pellicola vanta inoltre uno stile documentaristico, ormai tipico dei due registi, che unisce all'aspetto didattico gag, umorismo e venature nostalgiche. Oltre ai numerosi corti e mediometraggi, hanno presentato a teatro lo spettacolo multimediale Palermo può attendere (2002), prodotto per la Biennale di Venezia, in cui gli attori in scena interagiscono con attori e scenografia proiettati su tre schermi.

### La separazione
La coppia si è sciolta nel 2008 e i due autori hanno proseguito la loro carriera singolarmente.

## Antologia diCinico TV
Il 31 marzo 2011, a cura della Cineteca di Bologna, è uscito il cofanetto Cinico TV 1989-1992, contenente tutti gli episodi, anche inediti, prodotti negli anni 1989-1992. Il 18 aprile 2013 è uscito Cinico TV 1993-1996, a integrazione dell'antologia integrale. Infine, nel 2016, è uscito l'ultimo volume, che raccoglie gli episodi dal 1998 al 2007.

## Filmografia

### Lungometraggi
- Lo zio di Brooklyn (1995)
- Totò che visse due volte (1998)
- Il ritorno di Cagliostro (2003)

### Documentari
- Loro di Palermo (1990, 13', video)
- Variazioni (1992, 30', video), con Amos Gitai
- Martin a Little... (1992, 10', video), con Martin Scorsese
- Sicilia da Oscar (1993, 15', video)
- I Castagna sono buoni (1994, 20', video)
- Intervista a Giuseppe De Santis (1994, 38', video)
- Il Gattoparve (1995, 20', video), con Nicola Scafidi
- Vittorio De Seta - Lo sguardo in ascolto (1995, 42', video), conversazione con Vittorio De Seta e Goffredo Fofi
- Aspettando Totò - Conversazione con Mario Martone ed Enzo Moscato (1996, 63', video)
- Grazie Lia - Breve inchiesta su Santa Rosalia (1996, 43', video)
- Intervista a Mario Monicelli (1998, 50', video), conversazione con Mario Monicelli e Goffredo Fofi
- F. (1999, 5', video), con Peter Bogdanovich
- Enzo, domani a Palermo! (1999)
- Noi e il Duca - Quando Duke Ellington suonò a Palermo (1999, 85', video)
- Steve Plays Duke (1999, 75', video), con Steve Lacy
- Arruso (2000, 18', video), su Pier Paolo Pasolini
- Tutti for Louis - Omaggio a Louis Armstrong (2000, 60', video)
- La ballata di Salvo (2000, 30', video), su Salvo Licata
- Miles Gloriosus – Tributo a Miles Davis (2001, 65', video)
- Siamo davvero pietosi (2001, 45', video), su Francesco Tirone
- Conversazione con Sergio Citti (2001, 23', video)
- Che fine ha fatto Pino Grisanti? - Ciprì e Maresco alla ricerca di un maestro incompreso (2003, 30', video), tagli inediti da Il ritorno di Cagliostro
- Come inguaiammo il cinema italiano - La vera storia di Franco e Ciccio (2004)

### Cortometraggi e Mediometraggi
- Così (1988, 18', video)
- Trinidad (1989, 10', video)
- Pasta e patate (1989, 5', video)
- Romagnolo (1989, 3', video)
- Tantissime domeniche a tutti (1989, 10', video)
- Mai (1989, 4', video)
- Illuminati (1990, 3', video)
- L'Uomo - Il cammino dell'Uomo - La condizione dell'Uomo - La dignità dell'Uomo (1990, 5', video)
- Omaggio a E. (1990, 12', video)
- La Provvidenza (1990, video)
- L'alba del killer (1990, 2', video)
- Onde (1990, 10', video)
- Muri (1990, 4', video)
- L'invasione degli ultrastorpi (1990, video)
- Stanley's Room nº1 e nº2 (1991, 2', video)
- SeicortoSei (1991, 18', video)
- Addio o arrivederci (1991, 4', video)
- Santa Maria (1991, 5', video)
- Home (1991, 3', video)
- Pel di carota (1991, 2', video)
- Verso Vertov: frammenti necropolitani (1991, 6', 16mm)
- Il lato oscuro (1991, 4', video)
- Il corridore della paura (1992, 5', 35mm), con Samuel Fuller
- Venerdì Santo - Sabato Santo - Domenica di Pasqua (1992, 9', video)
- Keller (1992, 3', video)
- Cani (1992, 5', 35mm)
- 23 maggio 1999 (1993, 1', video)
- Senza titolo 1,2,3 (1993, 5', video)
- Pasta e fagioli (1993, 2', video)
- Lontane (1993, 2', video)
- Cucù (1993, 1', video)
- La tombola di Ligeia (1993, 1', video)
- Tre visioni (1993, 5', video)
- Melancholy Lester (1993, 5', video)
- Presepe (1995, 20', video)
- K. (1996, 10', video)
- Il Manocchio (1996, 9', video)
- Ritorno alla vecchia casa (1996, 4', video)
- A Memoria (1996, 38', 35mm), mediometraggio muto con accompagnamento musicale di Steve Lacy
- Ai rotoli (1996, 5', video), voce di Carmelo Bene
- Dieci minuti alla fine (2002, 14', 16mm)
- L'Opé incatenato (2004, 10', video)
- Countdown (2007, 2', video), omaggio a John Coltrane

### Antologie
- Incertamente! Cinico TV 1991-1996 (1996)
- Risate di Boia. Corti, visioni e cinismo (1996. Contiene: Stanley's Room nº1 e nº2, SeicortoSei, Addio o arrivederci, Santa Maria, Senza titolo 1,2,3, Lontane, Cucù, La tombola di Ligeia, Tre visioni, K., Ritorno alla vecchia casa e frammenti tratti da Cinico TV)
- El Sentimiento Cinico de la Vida. 10 anni di Cinico TV (1989-1999) (1999)

## Televisione

### Regie
- Il lato estremo del visibile, con Umberto Cantone e Roberto Giambrone; Interno Notte, con Umberto Cantone; Cinico TV (TVM, 1986-87)
- Blob - CinicoTv (Rai3, 1992)
- I migliori nani della nostra vita (LA7, 2006)
- Ai confini della pietà (La7, 2007)

### Partecipazioni
- Isole comprese (Italia1, 1990)
- Avanzi (Rai3, 1991-92)
- Cielito lindo (Rai3, 1994)
- Pubblimania (Rai3, 1994)
- Blob
- Fuori orario

## Teatro
- Palermo può attendere (2002)